# Agrostologie

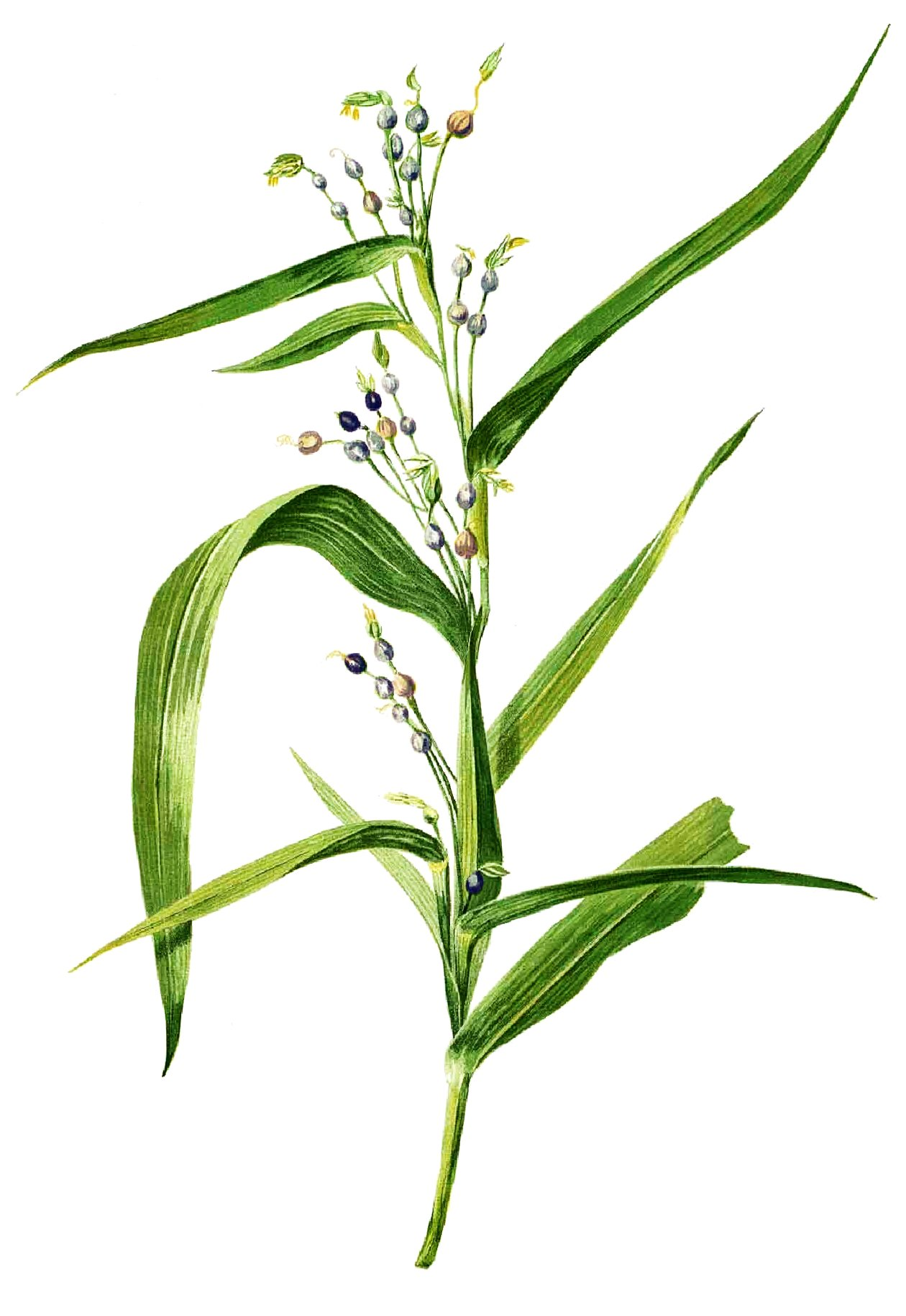
Grassoort Coix lacryma-jobi Blancol.188

Agrostologie (van het Grieks ἄγρωστις, agrōstis, "type gras"; en -λογία, -logie) is de wetenschappelijke studie van de grassen. Het omvat doorgaans de echte grassen (de familie Poaceae), evenals de meer grasachtige soorten van de cypergrassenfamilie (Cyperaceae), de russenfamilie (Juncaceae) en de lisdoddefamilie. Grasachtige planten worden in het Engels ook wel aangeduid als "graminoids".
Agrostologie is een belangrijk vakgebied bij het behoud van wilde en begraasde graslanden, landbouw (gewassen zoals rijst, maïs, suikerriet en tarwe zijn grassoorten, en vele soorten veevoeder zijn grassen), stedelijke en ecologische tuinbouw, het beheer van gazonnen en de graszode-productie, ecologie en natuurbehoud.